# オナ・グローアー
オナ・グローアー（Ona Grauer、1975年11月16日 - ）は、メキシコ・メキシコシティ出身の女優。オナ・グラウアーと表記されることもある。

## 来歴
メキシコシティにて誕生し、幼少時にカナダへ移住し、 ブリティッシュコロンビア州ネルソンで育った。グローアーの母は仕出し屋で、『冒険野郎マクガイバー』の撮影現場にも仕出しに行ったことがあった。当時『マクガイバー』で主演を務めていたリチャード・ディーン・アンダーソンとはのちにグローアーと『スターゲイト SG-1』で共演することになった。
90年代後半からテレビで活躍し始め、2000年に映画デビュー。
2003年の『ハウス・オブ・ザ・デッド』でヒロインのアリシアを演じる。
俳優のアーロン・ダドリーと結婚しており、2児の母でもある。

## フィルモグラフィ
| 製作年 | 邦題 原題                                                                                 | 役名                   | 備考                                    |
| ------ | ----------------------------------------------------------------------------------------- | ---------------------- | --------------------------------------- |
| 2000   | マイ・ビューティフル・ジョー Beautiful Joe                                                | アリエル               |                                         |
| 2000   | バーティカル・ターゲット/大統領狙撃計画 First Target                                      | ニナ・スタール         | テレビ映画/スターチャンネルでの放映のみ |
| 2002   | ラブ・ロマンスができるまで Romantic Comedy 101                                            | ディアンナ             | テレビ映画/WOWOWでの放映のみ            |
| 2003   | ハウス・オブ・ザ・デッド House of the Dead                                                | アリシア               |                                         |
| 2003   | リジー・マグワイア・ムービー The Lizzie McGuire Movie                                     |                        |                                         |
| 2004   | 感染源 BIOHAZARD Deep Evil                                                                | コール博士             | テレビ映画                              |
| 2004   | キャットウーマン Catwoman                                                                 | サンディ               |                                         |
| 2005   | アローン・イン・ザ・ダーク Alone in the Dark                                              |                        |                                         |
| 2005   | プレシディオ殺人事件 Murder at the Presidio                                               | キャシー・タッカー     | テレビ映画                              |
| 2006   | ファイヤーウォール Firewall                                                               | ウェイトレス           |                                         |
| 2008   | YETI イエティ Yeti: Curse of the Snow Demon                                               | ファーリー             | テレビ映画                              |
| 2010   | パーシー・ジャクソンとオリンポスの神々 Percy Jackson & the Olympians: The Lightning Thief | アルテミス             |                                         |
| 2012   | トータル・ディザスター Seattle Superstorm                                                 | エマ・ピーターソン少佐 | テレビ映画                              |